# Przestrzeń lokalnie spójna
Przestrzeń lokalnie spójna – przestrzeń topologiczna w której każdy punkt ma dowolnie małe otoczenie spójne.